# Ахматовские сироты
Ахматовские си́роты («аввакумцы», «волшебный хор», «волшебный купол») — четверо поэтов из близкого окружения Анны Ахматовой рубежа 1950-х и 1960-х годов, а именно: Иосиф Бродский, Дмитрий Бобышев, Анатолий Найман и Евгений Рейн. Ахматова высоко ценила их творчество. Она была для них, по признаниям Бродского и Наймана, не только литературным, но и нравственным, духовным авторитетом. Выражение взято из стихотворения Дмитрия Бобышева «Все четверо», посвящённого памяти Анны Андреевны:
И, на кладбищенском кресте гвоздима
душа прозрела: в череду утрат
заходят Ося, Толя, Женя, Дима
ахматовскими си́ротами в ряд.
Согласно книге Соломона Волкова, Иосиф Бродский проводил параллель между их четвёркой и четвёркой золотого века русской поэзии: «Каждый из нас повторял какую-то роль. Рейн был Пушкиным. Дельвигом, я думаю, скорее всего был Бобышев. Найман, с его едким остроумием, был Вяземским. Я, со своей меланхолией, видимо, играл роль Баратынского. Эту параллель не надо особенно затягивать».